# Península Llao Llao

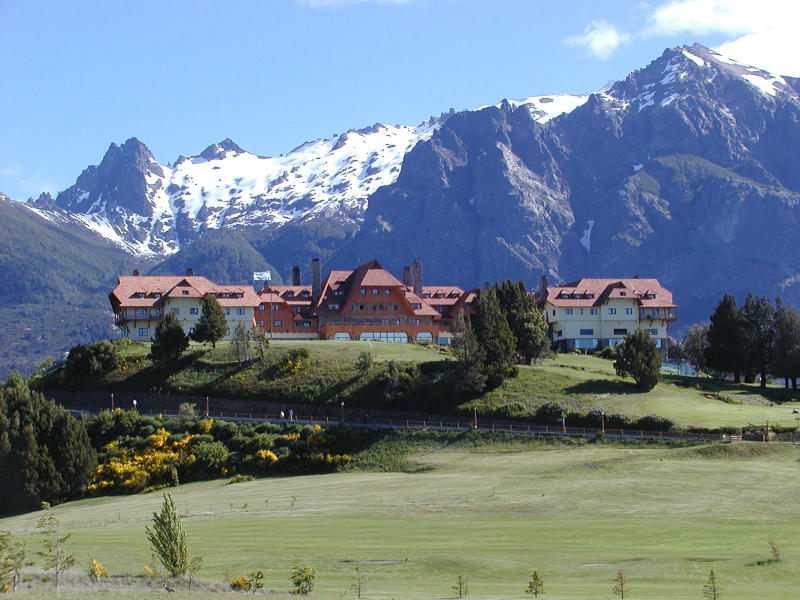
El famoso hotel Llao Llao se encuentra sobre la península.

La península Llao Llao es una península lacustre ubicada al oeste de la provincia de Río Negro, en Argentina. Dentro del Departamento Bariloche, e incluida en el parque nacional Nahuel Huapi y el parque municipal Llao Llao Se trata de una extensión de tierra de aproximadamente 1200 hectáreas que separa a los lagos Nahuel Huapi, ubicado al norte y oeste, y Moreno al sur. Presenta un relieve ondulado, con algunas lomadas y pequeños cerros de no más de 300 m de altura, destacándose el cerro Llao Llao.
Sus tierras se encuentran cubiertas principalmente por bosques de coihues, cipreses y arrayanes, típicos del bosque andino patagónico. Además en la península es posible encontrar poblaciones de animales como el huillín, huemul, pudú y zorro colorado, los cuales son autóctonos, a diferencia de animales como el jabalí, la liebre y diferentes tipos de ciervos, como el colorado, los cuales fueron introducidos por los europeos a lo largo del siglo XX.
Antes de la llegada de los europeos, la península, junto con las zonas aledañas, se encontraba habitada por los mapuches. En la actualidad el terreno está poblado por las personas que viven en la pequeña villa Llao Llao y en algunas estancias y propiedades privadas. Se encuentra en las proximidades de Bariloche, y es uno de los destinos turísticos más importantes y visitados de la zona, sobre su costa norte se encuentra el puerto Pañuelo de donde parten numerosas excursiones en barco a través del Nahuel Huapi, en el centro se halla la capilla San Eduardo, joya arquitectónica regional. Además transcurre dentro parte del recorrido turístico Circuito Chico, y el importante hotel Llao Llao, muy conocido a nivel internacional y muy visitado por turistas, se encuentra también dentro de la península.

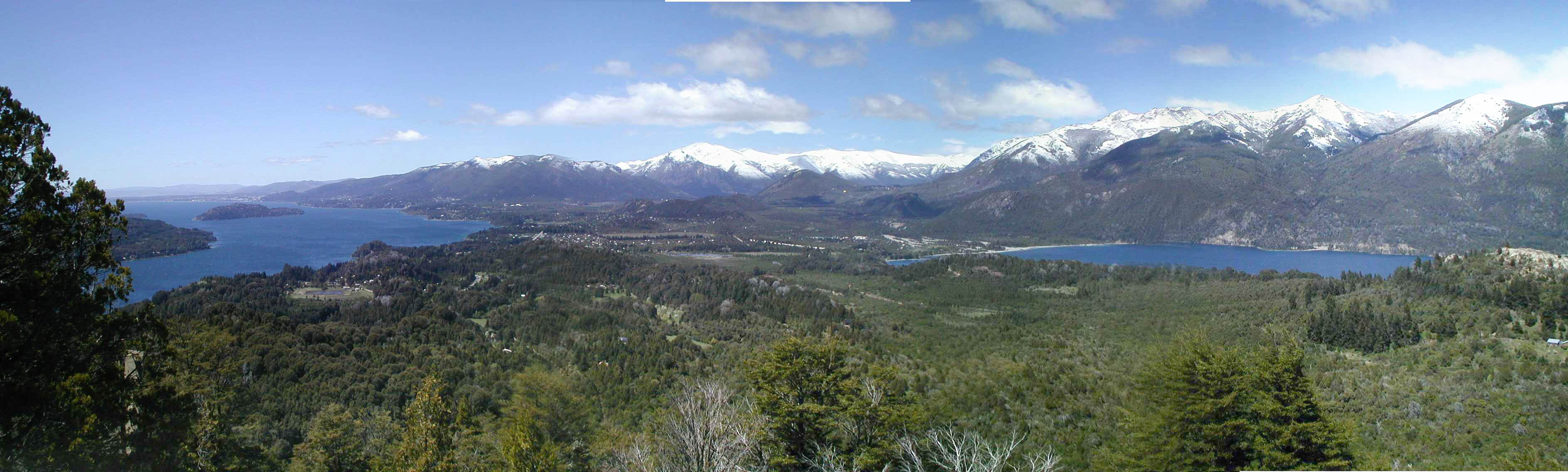
Vista de la ciudad de Bariloche desde el interior de la península, se pueden observar los lagos Nahuel Huapi a la izquierda, y Moreno a la derecha.